# Comuna Cervlene, Lebedîn
Cervlene (în ucraineană Червлене) este o comună în raionul Lebedîn, regiunea Sumî, Ucraina, formată din satele Cervlene (reședința), Ciîjove, Hrușeve și Novoselivka.

## Demografie
Componența lingvistică a comunei Cervlene
     Ucraineană (97,03%)
     Rusă (2,8%)
     Alte limbi (0,16%)
Conform recensământului din 2001, majoritatea populației comunei Cervlene era vorbitoare de ucraineană (97,03%), existând în minoritate și vorbitori de rusă (2,8%).